# Marmo (classificazione commerciale)
Nella terminologia commerciale, che in Italia è regolata dalla normativa UNI-4858, si indica con marmo una roccia cristallina, compatta, lucidabile, costituita da minerali con durezza Mohs da 3 a 4 (quali calcite, dolomite, serpentino), usata sia come materiale da costruzione che da decorazione.
Tra le rocce merceologicamente classificate come marmi abbiamo sia rocce a prevalente componente carbonatica quali: marmi ss., calcari, dolomie, brecce calcaree, alabastri calcarei, lumachelle che altre rocce di diversa composizione: calcefiri, serpentiniti, oficalciti.